# 파비우 레푼지스
파비우 아라우주 레푼지스(포르투갈어: Fabio Araujo Lefundes, 1972년 8월 25일 ~ )는 브라질의 축구인이다. 현재 인도네시아 리가 1의 구단인 페르시타 탕그랑에서 감독을 맡고 있으며 이흥실이 전북 현대 모터스 감독 대행직에서 물러나자 2013년 최강희 감독이 복귀하기 전까지 감독 대행을 수행하기도 했었다.
| 전임 이흥실 (감독 대행) | 전북 현대 모터스 감독 대행 2012년 12월 20일 ~ 2013년 6월 1일 | 후임 신홍기 (감독 대행) |